# Hügelgräberfeld Starzinger Holz
Das Hügelgräberfeld Starzinger Holz in der Gemeinde Naarn im Machlande im Bezirk Perg in Oberösterreich ist aufgrund der großen Anzahl von rund 120 Hügelgräbern und des guten überlieferten Zustandes von besonderer geschichtlicher Bedeutung für den österreichischen Donauraum. Das bronzezeitliche Hügelgräberfeld wurde im Jahr 2013 vom Burgen- und Heimatforscher Christian K. Steingruber entdeckt und steht seit 2015 unter Denkmalschutz (Listeneintrag).

## Lage
Das Hügelgräberfeld liegt auf einem etwa vier Hektar großen waldigen Areal 100 bis 300 Meter nordöstlich des regulierten Flusses Naarn zwischen der Ortschaft Neuhof im Süden und dem Schloss Auhof im Norden. Im Westen und Norden werden die Waldparzellen von einem Forstweg begrenzt, an den Äcker anschließen. Wahrscheinlich erstreckte sich das Gräberfeld ursprünglich auch auf diesen Bereich, wurde aber durch landwirtschaftliche Tätigkeit eingeebnet. Innerhalb des Waldgebietes sind noch etwa 120 Bodenerhebungen aufgrund ihrer kreisrunden Form im Airborne Laserscanning gut erkennbar. Ein Teil der Fläche, der eher locker von dünnstämmigen Fichten bewachsen ist, erleichterte die Untersuchungen durch das Oberösterreichische Landesmuseum.

## Beschreibung
Im ersten untersuchten Grabhügel wurden 0,15 Meter unterhalb des natürlichen, heutigen Niveaus die Bestattungen eines Jugendlichen im Alter zwischen 13 und 18 Jahren und zweier Kleinkinder gefunden. Am Südrand des Leichenbrandes des Jugendlichen befand sich ein Beigabengefäß in Form einer Schale. Die restlichen annähernd 500 Gefäßfragmente verteilten sich auf die gesamte Hügelaufschüttung. Bereits 25 Zentimeter tiefer war nur mehr der sterile, extrem verhärtete Lehmboden anzutreffen, der schon stellenweise mit Schotter durchsetzt war.